# Oligochlora
Oligochlora — викопний рід перетинчастокрилих комах родини галіктид (Halictidae). В роді налічують 6 видів. Всі вони існували на початку міоцену. Описані по зразках, що знайдені у кусочках бурштину, який видобувають в Домініканській республіці.

## Види
- Oligochlora (Oligochlora)
  - Oligochlora eickworti
  - Oligochlora grimaldii
  - Oligochlora micheneri
  - Oligochlora semirugosa
- Oligochlora (Soliapis)
  - Oligochlora marquettorum
  - Oligochlora rozeni